# Mine d'Ensham
La mine d'Oaky Creek est une mine à ciel ouvert et souterraine de charbon située dans le bassin minier de Bowen dans le Queensland en Australie. Elle est détenue partiellement par Idemitsu Kosan,. La mine en 2003 emploie 240 personnes. Sa production est de 1,477 millions de tonnes par an.